# Miklósfa
Miklósfa (korábban Somogyszentmiklós, Horvátszentmiklós, Szentmiklós) egykor önálló község, mely 1981 óta Nagykanizsához tartozik.

## Neve
Az Árpád-kortól 1872-ig Szentmiklós, 1872-től Horvátszentmiklós, 1895-től Somogyszentmiklós, 1950-től Miklósfa. Nevét védőszentjéről, Szent Miklósról kapta.

## Fekvése
Miklósfa Zala vármegyében, a Nagykanizsai járásban, Nagykanizsától 5 kilométerre délre található, a várost Surdon át Gyékényessel összekötő 6804-es út mentén. Földrajzi szempontból a településrész a Zalai-dombságban, a Principális-völgy területén fekszik.

## Nevezetességek
- Répafőző fesztivál
- Halastó
- Romlottvár, avagy az egykori botszentgyörgyi várnak a maradványai és helyszíne, amelyet 1480-ban a bajnai Both család épített.
- Miklósfai arborétum (Parkerdő)
- Nagyboldogasszony templom
- Szent Flórián-kápolna

## Külső hivatkozások
- A városrész honlapja
- Térkép